# 神野口インターチェンジ

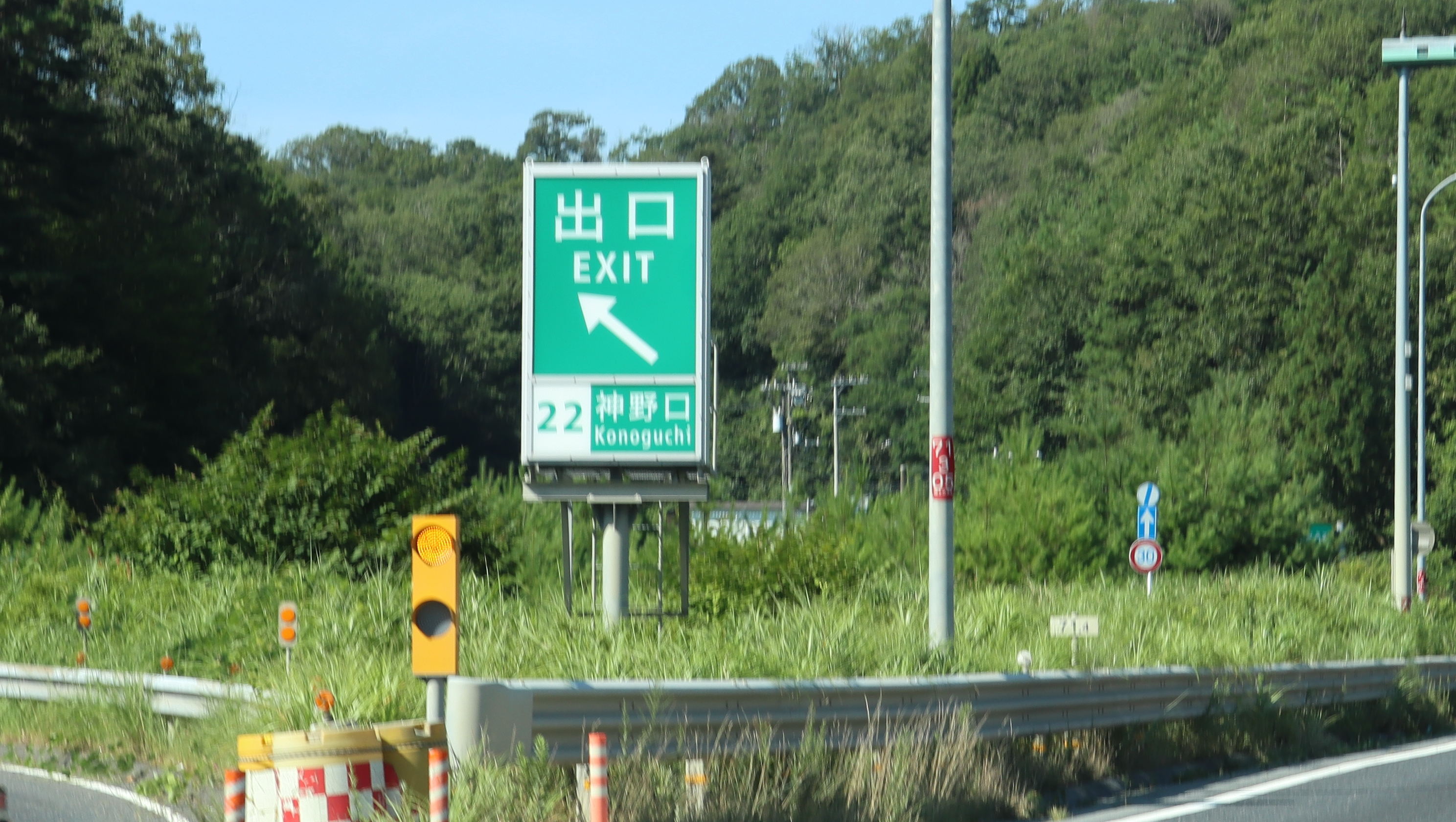
神野口インターチェンジ

神野口インターチェンジ（こうのぐちインターチェンジ）は奈良県山辺郡山添村にある名阪国道のインターチェンジである。

## 道路
- E25 名阪国道（22番）

## 接続する道路
- 国道25号（非名阪）
- 奈良県道214号月瀬三ケ谷線

## 周辺
- 神野寺
- 神野山・神野山自然公園

### バス停
インター出口に国道神野口というバス停が設けられている。
- 奈良交通 38・39系統：国道山添 行、針インター 行

※三重交通の路線（60系統）は2023年4月1日のダイヤ改正で運行区間短縮が行われ、当バス停への乗り入れが廃止された。

## 隣
E25 名阪国道
(21) 山添IC - (22) 神野口IC - (23) 小倉IC